# Burkina Faso aux Jeux olympiques
Le Burkina Faso participe aux Jeux olympiques depuis 1972. Il participe la première fois sous le nom de Haute-Volta.

## Histoire
Le Burkina Faso remporte sa première médaille olympique lors des Jeux de Tokyo de 2020 grâce à Hugues-Fabrice Zango, qui termine à la troisième place du triple saut avec un bond à 17,47 m.

## Bilan général
Le Burkina Faso n'a jamais été pays organisateur des Jeux olympiques.
| Année | Médaille d'or, Jeux olympiques | Médaille d'argent, Jeux olympiques | Médaille de bronze, Jeux olympiques | Total | Rang | Athlètes |
| 1972  | 0                              | 0                                  | 0                                   | 0     |      | 1        |
| 1988  | 0                              | 0                                  | 0                                   | 0     |      | 6        |
| 1992  | 0                              | 0                                  | 0                                   | 0     |      | 4        |
| 1996  | 0                              | 0                                  | 0                                   | 0     |      | 5        |
| 2000  | 0                              | 0                                  | 0                                   | 0     |      | 4        |
| 2004  | 0                              | 0                                  | 0                                   | 0     |      | 5        |
| 2008  | 0                              | 0                                  | 0                                   | 0     |      | 2        |
| 2012  | 0                              | 0                                  | 0                                   | 0     |      | 5        |
| 2016  | 0                              | 0                                  | 0                                   | 0     |      | 5        |
| 2020  | 0                              | 0                                  | 1                                   | 1     |      | 7        |
| Total | 0                              | 0                                  | 1                                   | 1     |      | 37       |

## Porte-drapeau burkinabés
Liste des porte-drapeau burkinabés conduisant la délégation burkinabé lors des cérémonies d'ouverture des Jeux olympiques :
| Jeux                | Porte-drapeau                | Sport      |
| ------------------- | ---------------------------- | ---------- |
| Munich 1972         |                              |            |
| Séoul 1988          | Sounaila Sagnon              | Boxe       |
| Barcelone 1992      | ?                            |            |
| Atlanta 1996        | Franck Zio                   | Athlétisme |
| Sydney 2000         | Sarah Tondé                  | Athlétisme |
| Athènes 2004        | Mamadou Ouédraogo (natation) | Natation   |
| Pékin 2008          | Aïssata Soulama              | Athlétisme |
| Londres 2012        | Séverine Nébié               | Judo       |
| Rio de Janeiro 2016 | Rachid Sidibé                | Judo       |
| Tokyo 2020          | Hugues Fabrice Zango         | Athlétisme |
| Tokyo 2020          | Angelika Sita Ouédraogo      | Natation   |